# Libyen-Affäre (Deutschland)
Die Libyen-Affäre in Deutschland war eine politische Affäre bezüglich des privaten Ausbildungsengagements von Angehörigen deutscher Sicherheitskräfte in Libyen.
Die Staatsanwaltschaft Düsseldorf hat im April 2008 gegen 30 SEK-Beamte aus Deutschland und einen Angehörigen der Bundeswehr Ermittlungen aufgenommen, nachdem bekannt wurde, dass sie gegen Geldbeträge von bis zu 15.000 Euro libysche Sicherheitskräfte ausgebildet haben sollen. Bei dem Einsatz sollen Ausbildungsunterlagen der Polizei Nordrhein-Westfalen verwendet worden sein, die als geheim eingestuft werden. Auch wurde der Verdacht geäußert, dass Mitglieder der GSG 9 an den Schulungen beteiligt sein könnten. So wurde  ein ehemaliger GSG-9-Mann vernommen, der an den Einsätzen im Juni 2005 federführend beteiligt gewesen sein soll. Ob die Ausbildung der libyschen Sicherheitskräfte illegal war und ob tatsächlich Straftaten der beteiligten Personen verübt wurden, ist  nicht rechtskräftig von Gerichten beurteilt worden.
Laut einem Bericht der Berliner Zeitung vom 5. April 2008 soll auch der Bundesnachrichtendienst zwischen 2005 und 2007 in die Ausbildung libyscher Sicherheitskräfte miteinbezogen gewesen sein. Nach Hans Leyendecker von der Süddeutschen Zeitung soll der BND zwar über diese Aktivitäten informiert gewesen sein, habe sich jedoch nicht an ihnen beteiligt. Nach seinen Informationen haben sich aktive und ehemalige Mitarbeiter aus deutschen SEK über ein Sicherheitsunternehmen vermittelt und privat an der Ausbildung beteiligt.
Im Jahr 1995 wurde bekannt, dass sich der BND in den 1970er Jahren an der Ausbildung von Offizieren und Soldaten in Libyen beteiligt hatte.